# O・TO・GI 〜百鬼討伐絵巻〜
『O・TO・GI ～百鬼討伐絵巻～』（おとぎ ひゃっきとうばつえまき,海外名称：Otogi 2: Immortal Warriors）は、フロム・ソフトウェアから2003年12月25日に定価6800円（税別）で発売されたXbox向け和風アクションゲーム。同メーカーより2002年12月12日発売の『O・TO・GI ～御伽～』の続編。
発売時、期間限定で「『O・TO・GI』まるごと同梱キャンペーン」なるものを実施し、前作である『O・TO・GI ～御伽～』の海外版『O・TO・GI：Myth of Demons』を同梱した二枚組スペシャルパックを通常版と同一価格で販売した。なおこのスペシャルパックの海外版は、内容こそ海外版だが起動できるのはXbox国内版本体でだけという『国内専用海外版』であった。
今作では平安時代に実在した人物である武将・源頼光とその四天王、そして陰陽師の安倍晴明をプレイヤーキャラの原型にしており、ゲーム中には前作に引き続き酒呑童子、そして新しく平将門、芦屋道満を原型にしたキャラも登場する。
前作である『O・TO・GI ～御伽～』とともに、2004年9月2日にプラチナコレクションが定価2800円（税別）で発売されている。

## 破壊
今作でも「ダイナミックに超破壊」というコピーが商品パッケージ裏にあり、前作同様ステージ中のさまざまなオブジェクトを破壊できる。オブジェクトの破壊状況を継続した再プレイが可能な事、ステージのクリア条件に関わる一部のオブジェクトは復活する事、これらも前作同様である。

## キャラクター
ライコウ
漢字表記では源頼光。名前の読みはゲーム画面上の振り仮名によればミナモトノライコウとなっており、ヨリミツとは誰も呼ばない。安倍晴明によって現世に引き戻され、都を滅ぼそうとする九尾狐や妖鬼達と戦うことになる。前作に引き続いてのメイン主人公だが、使用キャラの増えた今作では武器は剣のみ、使える巫術も弐之式までに限定されてしまった。性能に偏りが無く使いやすいバランスタイプのキャラ。
坂田公時
斧を使う。見るからにパワータイプな巨漢キャラで、祭器による攻撃は全て強攻撃である。巫術は苦手であるという設定の為壱之式のみしか装備出来ず霊符のパラメータ補正率が低いが敵を掴んで巫力を吸い取ったり投げ飛ばす（軌道も強弱で2パターンに変化する）ことが出来る。四天王の中の火（か）の力を司る者であるため、装備中の霊符に関わらず属性は朱雀で固定されている。
渡辺綱
気性の荒い男。己の一族を根絶やしにした仇の土蜘蛛に復讐する力を求め獣人となった。巫術を使うよりも武器をふるっての直接攻撃に長けたキャラ。柄から繋ぎ合わせた特殊な二刀と左腕に装着した折り畳みの突き用の刀を用いる。また巫術の溜め時に二刀を前にかざし回転させる事で相手の巫術攻撃を弾く。四天王の中の金（きん）の力を司る者であるため、装備中の霊符に関わらず属性は白虎で固定されている。
碓氷貞光
小柄な水干姿の少女。大鎌を振り回し、式神の鴉（名は暮羽）を操り戦う。連続攻撃の手数と機動性の高さが取り柄なスピードタイプのキャラ。四天王の中の水（すい）の力を司る者であるため、装備中の霊符に関わらず属性は玄武で固定されている。なお史実の碓井貞光と違い、このゲームでは性別が女性になっている。
卜部季武
自分の肉体を神木と一体化させている。その無数の根っこを垂らして宙を飛びまわる姿はイカかクラゲのような水中の生き物を思わせる。武器としている宝輪の攻撃範囲は広く、巫術に長け自身の防御力は低めである事と含め、距離を取っての戦闘に向いたキャラ。ジャンプの制限が無い為ジャンプボタンの連打で自由な浮揚（他に貞光・清明のみジャンプ中に他の行動を挟む事でジャンプの制限がリセットされる。）が可能だが代わりに斬り上げ・斬り下ろしを持たない。唯一参之式の霊符を装備出来る。四天王の中の木（もく）の力を司る者であるため、装備中の霊符に関わらず属性は蒼龍で固定されている。
安倍晴明
前作のストーリーの後、遷都・再興された都を守り続けてきた巫術師。眠りについていたライコウを四天王の命と引き換えに現世に呼び戻した。扇を武器として戦い、晴明だけの独自の霊符も使うが普通の霊符は弐之式まで。また、パワーキャラではないが公時同様に敵を掴み巫力を吸収したり投げたりする（公時との違いはモーションと軌道のみ）事が出来る。なお、史実の安倍晴明と違い、このゲームでは性別が女性になっている。
平将門
罪人の亡霊。かつて朝廷に仇なしたが、死した後もさらに妖鬼となって目的を遂げようとする。史実の平将門の最期を反映してか首無しの鎧武者の姿をしている。
芦屋道満
晴明のライバルであった巫術士。元は力のある巫術師だったが、さらなる力を求めて鵺になった（鵺といっても巫術の方の鵺とは特に関連性が無い。しかも巫術の鵺は白虎属性だが、鵺である道満の防御相性は蒼龍属性と正反対）。
酒呑童子
紅い髪をなびかせて立つ鬼の王。かつてライコウと戦い敗れた際、左の角を失った。今作ではメインのストーリーとは関係無しに後述の「百鬼討伐モード」にのみ登場する。
九尾狐
今作の最後の敵。月から地上へ飛来した九つの尾を持つ金毛白面の狐。都を滅ぼす事を企んでおり既に幾度か行動を起こしているが、晴明によってそれを食い止められてきた。自分の尾の一部である「白珠」を晴明に奪われたため力の一部を失っており、彼女から白珠を取り戻そうとしている。天地の理を律する荒ぶる神であり、一介の妖鬼とは次元の違う力を持っている。

## システム
基本的には前作と同じだが変更・拡張された面も見られる。
武器
ゲーム中では祭器と呼ばれる。今作ではライコウが使用するのは剣のみで、前作における武器の系統のバリエーションの代わりにプレイできるキャラクターそのものが増えている。攻撃力が物理攻撃力と巫術攻撃力に細分化され使いこんだ武器の攻撃力が低下するという要素やいくつかの細かいパラメーター補正値が不採用（一部は呪具専用のパラメータへ"移項"している）となった。前作同様フロム・ソフトウェアのシンボル的な武器である「ムーンライトソード」がライコウ用の武器として存在している。
巫術
他のゲームで言う魔法にあたり、霊符を装備する事で使用可能になるがキャラによって装備可能な霊符、不可能な霊符は決まっている。蒼龍属性の「蒼龍」、朱雀属性の「鳳凰」、白虎属性の「鵺」、玄武属性の「胡蝶」の四系統に加え、今作では清明専用の「青嵐」（蒼龍属性）、「金蜘蛛」（朱雀属性）、「六合」（白虎属性）、「凍牙」（玄武属性）がある。蒼龍、鳳凰、鵺、胡蝶の四系統にはそれぞれ壱之式、弐之式、参之式の段階があるが清明専用の四種類には無い。巫力を消費して放ち、ボタンを押しっぱなしで術を溜め、威力を強化できる。ただし溜めの最中に他の行動は移動も含めて（季武のみ移動関連の行動が可能）一切が不可能。区別として溜めて強化した巫術を強巫術、強化しないものを弱巫術と呼ぶ。ライコウと晴明は装備した霊符に準じた守備属性になる。本作でも霊符に対応したパラメーター強化があるが前作とは強化される部分が一部異なる場合がある。
コンボ
祭器での弱攻撃を起点に同じ弱攻撃と終段となる強攻撃、巫術の三種類の行動に移行できる。弱攻撃をもたない公時のみ強攻撃でコンボを構成する。
ライコウ、綱、季武の三人は四段攻撃までで四段目に出す巫術が強巫術になる（性能は溜めた場合の一段階目に相当）。貞光は九段でかつ強攻撃を出す段によって3種類の派生攻撃を持ち強巫術の出る段は五段目と九段目、公時は三段攻撃までで強巫術の出る段も三段目である。晴明のコンボは特殊で、弱攻撃のみのコンボは二段で限界だが、強攻撃か巫術ならば三段目を出せる。さらに三段目を巫術にした場合もう一段、四段目の巫術を放てる、この際の巫術はいずれも強巫術（溜めた場合の一段階目に相当）である。
リアルタイムパラメータ変化
プレイ中の行動によって特定のパラメータが増減する。多くは増加系のプラスに働くモノだが中にはマイナスに働くモノ（主に特定の行動を繰り返し過ぎた場合に適用される）も有る。
ロックオン
敵一体のみに狙いを定めて行動するようになる。ロックオン状態ではカメラが常にその敵を追い続けるようになる上、巫術もその敵めがけて発射されるようになるので攻撃を集中させやすいが、目的地がある場合のフィールドの自由移動にはあまり向かない。デフォルトの設定では自動ロックオン有りだが、オプションで切り替え可能。
「自動ロックオン有り」：何も操作せずともロックオン可能な範囲にいる一番自分に近い敵を自動でロックオンし、その一体を倒すとまた新たに敵を自動ロックオンする。ロックオンしたくない場合、Lトリガーを引きっぱなしにすることで通常の状態を保てる。
「自動ロックオン無し」：Lトリガーを引くと敵一体をロックオンし、その一体を倒すと通常状態に戻る。ロックオン中に再度Lトリガーを引いても通常状態に戻る。
ダッシュ
Rトリガーでの高速水平移動。どのキャラもあまり徒歩の移動は速くないのでボス出現地帯までの移動や、吹き飛ばした敵への再接近など使用頻度は高い。敵をロックオンした状態だと通常時とは軌道が変わり、普段はできない高低差のある軌道での移動が可能になる。また攻撃ボタンと組み合わせる事で斬り上げ等の特殊モーションに移行できる。
体力
ゲーム中、プレイヤーキャラの体力量は黄色の扇型のゲージと「生命珠」（＝せいめいじゅ）という珠で現される。生命珠の数は最初は少ないが、レベルアップと「修羅命」（＝しゅらだま）というアイテムの獲得で増えていき、その増加上限はキャラごとに異なる。
プレイヤーキャラが攻撃を受けて傷つくと、まず扇のゲージが減る。減った黄色のゲージは敵の攻撃を受けず巫力がある状態ならば時間の経過で自動的に回復していき、後に何も影響を残さないが、ダメージを受け過ぎてゲージが尽きると生命珠が砕けてしまう。砕けた玉はフィールドアイテム「仙露」で一つずつしか回復させられず、全ての珠が砕けるとそのステージはミスとなる。
これは「残機・ライフ併用制」（※これについては残機の項目を参照）と同じシステムに思えるが、余りに強烈な攻撃を受けた時には一撃で複数（即死フィールドへの侵入時等では全て）の生命珠が砕けてしまうという点で異なっている。
巫力
青い扇型のゲージで現される。キャラごとの体力上限の違いが、表示される生命珠の数によって視覚的に分りやすいのに比べ、巫力は全キャラ共通の扇ゲージで表示される為キャラ間での上限の差が分りにくく、注意が必要である。時間の経過や巫術の使用等で減少し、敵を倒し（厳密には倒した敵の魂魄を取得する事で回復）たりアイテムを取ったりする事で回復する。
巫力が尽きると、巫術やダッシュ（及びそれから派生する行動）が使えなくなる上に体力が減少を始め、さらに水上で行動するステージでは水面に立っていられなくなる（沈んでしまった扱いとなりミスになる）。つまりはこのゲージの残量が実質的な残り時間であり、あまりモタモタしたプレイはできなくなっている。本作の大半のステージでは出現する敵の数が限定されている（つまり巫力回復の機会が限られている）のだが、ステージによっては無限に敵が登場するので、それを倒し続ける事で延々プレイが可能。また、投げの技能を持つ公時と晴明のみ、掴んだ敵を投げずに掴みボタンを押し続けそのまま掴み続けている事で敵から巫力（倒した場合に得られる物と無関係）を吸収し回復できる。
状態異常
前作の状態異常の内「黒炎」と「呪縛」が廃止され、「霜」は「巫力減少」・「沈黙」は「封印」に改められ、新たに一定時間行動不能になる「凍結」が追加された。
アイテム
装備品の祭器・霊符・呪具の他基本ステータス強化アイテムとして宝珠（例.筋力アップ用に「筋力珠」）が加わっているが前作と違い祭器は神苑（ショップに相当）で売買出来なくなっている。フィールド内専用の消費アイテムは前作と同じ。
言霊
前作の形代にあたる存在。1～26ステージにいくつかずつ封印されていて、それぞれ特定のオブジェクトを破壊する事で解放できる。全ての言霊を救済する事で晴明用の武器「月光扇」を入手できる。

## 百鬼討伐モード
本編のストーリー展開とは別に存在するモード。本編同様に妖鬼と倒すか倒されるかの戦闘をするステージもあるが、「現れる壁をたくさん砕く」、「ひたすら敵弾を避け続ける」などのミニゲーム的な内容が多い。プレイしなくても本編のクリアに直接は差し障らないものの、こちらをプレイしないと手に入らない呪具や祭器が多数ある。

## 二周目
クリア状態のデータがセーブされた本体では前作同様にゲーム開始画面に「再臨」の文字が増え、各キャラクターのレベル、生命珠の数、入手したアイテムなどはそのままに二周目のプレイを開始できるようになる。
制限解除
二周目ではキャラごとの霊符の装備制限が解除される。「蒼龍」、「鳳凰」、「鵺」、「胡蝶」の四系統の壱之式までしか装備できなかった公時のパワーアップぶりは著しいが、もともと巫術に長けた季武、晴明では有り難味がやや薄い。
月の雫
ショップで新たに月の雫という高額アイテムが購入可能になる。これを購入するとライコウの武器にムーンライトソードが加わる。
ただしXbox本体に前作『O・TO・GI ～御伽～』のセーブデータがある状態でゲームを開始した場合には、一周目から月の雫がショップにある。上述のスペシャルパック同梱の『O・TO・GI：Myth of Demons』のセーブデータは『O・TO・GI ～御伽～』と区別が無く（事実どちらのソフトからもロードできる）スペシャルパックを購入したユーザーは国内版の前作を持っていなくともこの要素を楽しむ事ができた。

## 備考
アクションゲームながらも経験値によるレベルアップ制などの成長要素が取り入れられており、キャラを全く成長させないままではクリアは困難。だが逆に成長させきってしまうと今度は難易度が下がり過ぎ、緊張感が失われるという面もある。一度成長させてしまったキャラの能力の初期化はできない。本作に限らず同様のシステムを持ったゲームに良くある事で、戦闘があくまでも前進の手段でありゲーム性の中心ではないロールプレイングゲームと違い、敵を倒す部分こそ醍醐味のアクションゲームにおいては楽しみそのものが薄まるという事であり、プレイヤーは自分の腕前と相談し過度の強化は避けるという工夫が必要になってくる。
主要キャラクターである晴明の原型となった実在の安倍晴明が、葛の葉という名の白狐が人間との間に産んだ子供であるという伝承を持っている事が本作品終盤の展開の伏線となっている。また信憑性は定かではないが、平将門の子、将国が後に安倍晴明となったのではないかという説がある事もあわせて知っていると、敵としてのみといえどもゲーム中に将門が登場する事が（無論、本ゲーム中の将門と晴明が親子関係であろうとは思われないが）少し面白い。

## 関連作品
- 『キングスフィールド』シリーズ - 武器ムーンライトソードが本来登場するのがこの作品。
- 『METAL WOLF CHAOS』 - 巫術蒼龍が（兵器に形を変えて）主人公用の武器として登場している。（※ メーカーはともにフロム・ソフトウェア）